# Laevicephalus tantalus
Laevicephalus tantalus är en insektsart som beskrevs av Knull 1954. Laevicephalus tantalus ingår i släktet Laevicephalus och familjen dvärgstritar. Inga underarter finns listade i Catalogue of Life.